# بحران اقتصادی ترکیه (۲۰۱۸–اکنون)
| سال  | نرخ تبادل |
| ---- | --------- |
| ۲۰۱۷ | ۳٫۶۴۸     |
| ۲۰۱۸ | ۴٫۸۲۸     |
| ۲۰۱۹ | ۵٫۶۷۴     |
| ۲۰۲۰ | ۷٫۰۰۹     |
| ۲۰۲۱ | ۱۳٫۴۹۰    |

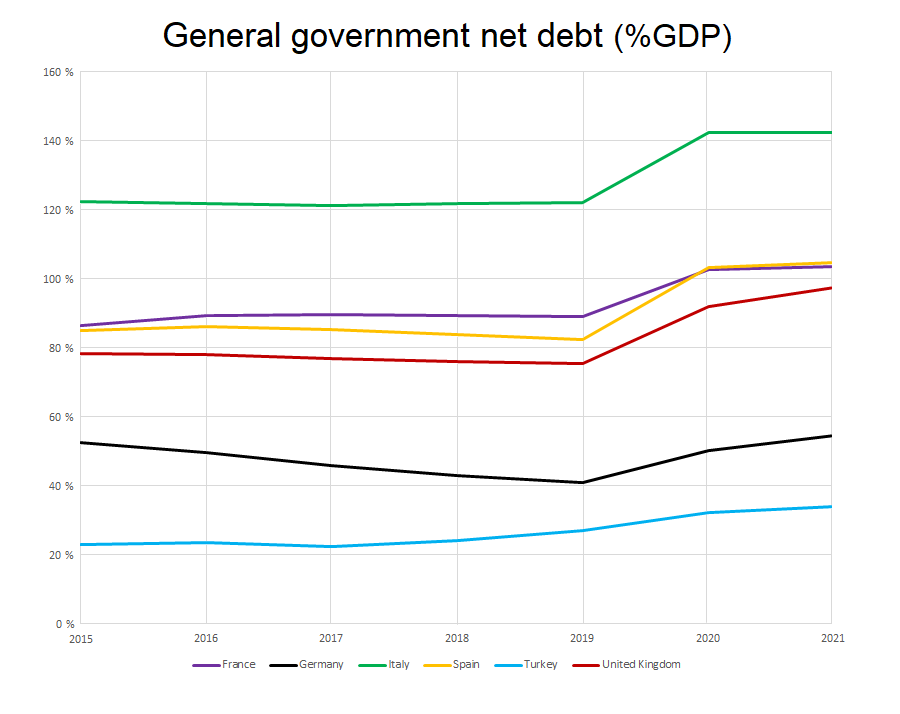
بدهی عمومی دولت به گزیده‌ای از کشورهای اروپایی

بحران اقتصادی ترکیه (۲۰۱۸–اکنون) یک بحران مالی و اقتصادی در ترکیه است. از مشخصات این بحران، سقوط شدید لیره ترکیه (TRY)، بالا رفتن هزینه‌های وام و به تبع آن بالا رفتن نکول وام است. این بحران ناشی از نقص بیش از حد در حساب جاری اقتصاد ترکیه و مقادیر انبوهی از بدهی‌های ارزهای خارجی بخش خصوصی است که اقتدارگرایی‌های فزاینده رئیس‌جمهور ترکیه رجب طیب اردوغان و همچنین ایده‌های نامتعارفش در رابطه با سیاست نرخ بهره نیز بدان دامن زده است. همچنین برخی از تحلیل‌گران بر اثرات اهرمی اصطکاکات ژئوپولیتیک با ایالات متحده نیز تأکید دارند. بعد از حبس پیشوای روحانی آمریکایی، اندرو برانسون که به دلیل اتهامات جاسوسی پس از کودتای ناموفق در ترکیه بازداشت شد، اداره ترامپ با اعمال تحریم‌های بیشتری بر ترکیه اعمال فشار نمود؛ لذا تحریم‌های اقتصادی تعرفه‌های اعمالی بر ترکیه را مضاعف ساخت، به طوری که تعرفه فولاد %۵۰ و آلومینیوم %۲۰ افزایش یافتند. نتیجتاً، فولاد ترکیه که قبل آن %۱۳ درصد از کل صادرات ترکیه را تشکیل می‌داد به دلیل قیمت بالا از بازار ایالات متحده خارج شد.
با وجود این که این بحران برای امواج عمده استهلاک ارزی نقشه برجسته‌ای داشت، در مراحل بعدی مبدل به نکول بدهی شرکت‌ها و در نهایت در انقباض رشد اقتصادی خود را نمایان ساخت. با دو رقمی ماندن نرخ تورم، رکود تورمی پدید آمد. این بحران موجب پایان یافتن دورهٔ از رشد شدید اقتصادی تحت دولت‌های اردوغان گشت که عمدتاً بر شکوفایی ساخت و ساز ناشی از قرض از خارج، اعتبار آسان و ارزان و مخارج دولتی استوار بود.
بعد از یک دوره از بازیابی اقتصادی در ۲۰۲۰ و اوایل ۲۰۲۱ در میان پاندمی کووید-۱۹، پس از جایگزینی مسئول ارشد بانک مرکزی یعنی «» با «»، که نرخ بهره را از %۱۹‏ به %۱۴‏ کاهش داد، لیره ترکیه سقوط نمود. لیره %۴۴ از ارزش خود را تنها در ۲۰۲۱ میلادی از دست داد.
اعتقاد بر این است که این بحران اقتصادی موجب کاهش شدید محبوبیت اردوغان و AKP شده باشد که بزرگ‌ترین شهرهای ترکیه شامل استانبول و آنکارا را در انتخابات محلی ۲۰۱۹ از دست دادند.